# Ludwig Ferdinand von Hoffmann
Ludwig Ferdinand Hoffmann, seit 1841 Freiherr von Hoffmann (* 1796; † 8. Februar 1856 in Leipzig), war ein deutscher Bankier und sachsen-altenburgischer Finanzrat, der für sich und seine später in den USA lebenden Nachkommen den Freiherrentitel erwarb.

## Leben und Wirken
Hoffmann lebte einige Zeit in Abtnaundorf und war dann als Kaufmann in der Messestadt Leipzig zu einigem Reichtum gelangt. Im Vorfeld einer geplanten geschäftlichen Niederlassung in Wien erhoffte er sich eine günstigere Aufnahme in die dortigen höheren gesellschaftlichen Kreise durch den Erhalt eines Adelstitel. Er bot daher seine Dienste dem Herzog Joseph von Sachsen-Altenburg an, der ihm zu seinen Finanzrat ernannte. Gegen Zahlung von 3000 Talern an das adlige Magdalenenstift in Altenburg erreichte Hoffmann, dass ihn Herzog Joseph mittels Diplom vom 22. November 1841 unter Überspringung des einfachen Adelsstandes sofort in den Freiherrenstand des Herzogtums Sachsen-Altenburg erhob. Unmittelbar darauf wurde in Wien der Altenburger Geschäftsträger beauftragt, Freiherr von Hoffmann in die dortigen Adelskreise einzuführen, was jedoch nicht gelang. Sein 1826 geborener Sohn Louis Adolph Freiherr von Hoffmann wanderte nach New York aus, wo er 1855 eine eigene Familie gründete.
Im Königreich Sachsen wurde der den Hoffmanns verliehene Freiherrentitel nicht anerkannt.